# Helen Talbot
Helen Talbot, pseudonimo di Helen Darling (Concordia, 7 aprile 1924 – La Jolla, 29 gennaio 2010), è stata un'attrice e modella statunitense.

## Biografia
Era la più giovane di tre fratelli che rimasero orfani nel 1937. Helen, ancora minorenne, fu affidata alla famiglia di un certo Smith, con la quale visse per quattro anni a Concordia. Nel 1941 si stabilì con il fratello Daniel a Los Angeles, dove iniziò a lavorare come modella.
Nel 1943 fu lanciata dallo stilista Don Loper a Hollywood ed esordì nei western della Republic Pictures, anche da protagonista femminile e di solito accanto a Don "Red" Barry o ad Allan Lane. Tra gli altri film dove ebbe solo piccole parti, ci furono vinsi la guerra (1944) con Danny Kaye, La donna e il mostro, con Erich von Stroheim, e Swingin' on a Rainbow (1945), l'ultimo film di Harry Langdon. Fu anche la protagonista femminile di due serial, Federal Operator 99, dove interpreta un agente dell'FBI, e l'avventuroso King of the Forest Rangers, con Larry Thompsonm, con cui, e dopo 22 film, pose fine alla sua carriera per dedicarsi alla famiglia.
Nel 1945 aveva sposato un compagno di scuola, Richard Hearn, ufficiale di marina durante la guerra e poi avvocato, con il quale ebbe una figlia. Hearn morì nel 1962 ed Helen sposò nel 1969 Larry Bailey, proprietario di una panetteria a Los Angeles. Dopo la morte di Bailey, nel 1980, Helen si stabilì a La Jolla, dove morì nel 2010.

## Filmografia

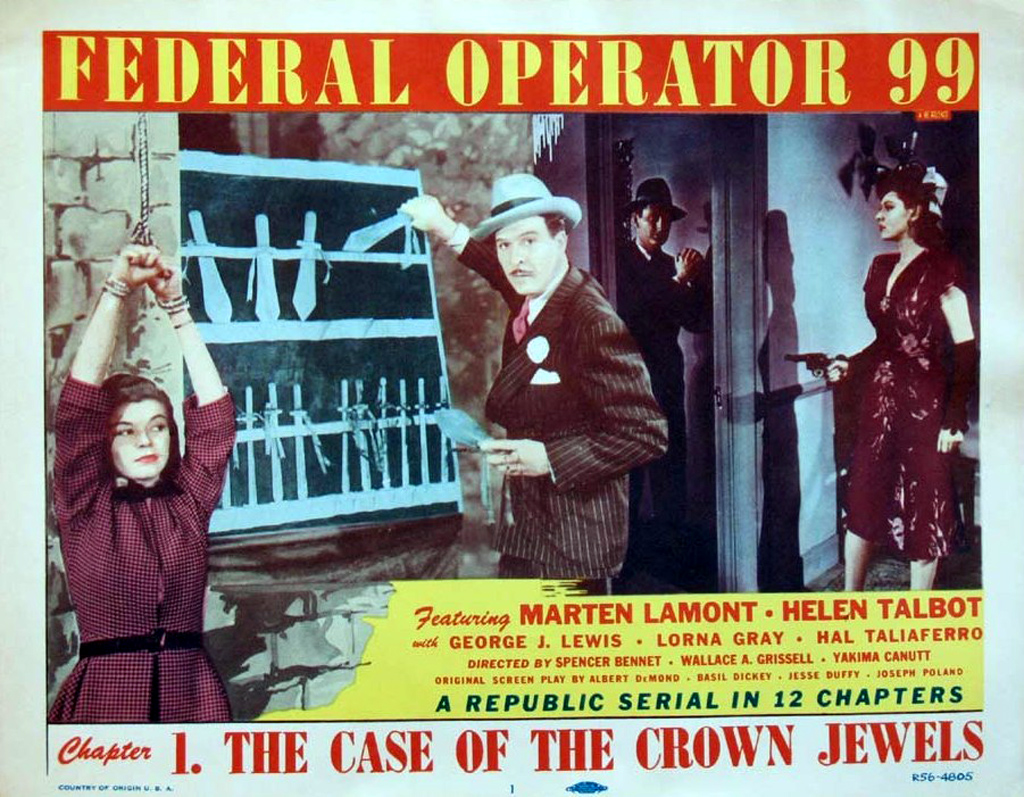
Poster del film Federal Operator 99

- Canyon City (1943)
- Pistol Packin' Mama (1943)
- Young Wife (1943)
- California Joe (1943)
- Così vinsi la guerra (1944)
- La donna e il mostro (1944)
- Outlaws of Santa Fe (1944)
- Rosie the Riveter (1944)
- Song of Nevada (1944)
- San Fernando Valley (1944)
- Faces in the Fog (1944)
- Corpus Christi Bandits (1945)
- Lone Texas Ranger (1945)
- Bells of Rosarita (1945)
- Federal Operator 99 (1945)
- Trail of Kit Carson (1945)
- Swingin' on a Rainbow (1945)
- Don't Fence Me In (1945)
- Song of Mexico (1945)
- Gay Blades (1946)
- King of the Forest Rangers (1946)
- The Last Crooked Mile (1946)
- Affairs of Geraldine (1946)

## Fonti
- Stella Star, Helen Talbot, June 30, 2016
- Harris M. Lentz III, Obituaries in the Performing Arts, McFarland & Company, Jefferson-London, 2010, p. 418